# Бахрам Мирза
Бахрам Мирза Сафави (1517—1549) — сефевидский принц, младший сын шаха Исмаила I от его мосульской туркоманской жены и единокровный брат Тахмаспа I. Известен прежде всего своими достижениями в области военного дела и культуры. Являлся доверенным помощником своего брата Тахмаспа в борьбе со внутренними и внешними врагами. Был правителем ряда провинций.
В 1529—1530 Бахрам со своим телохранителем Гази Ханом Текели был назначен правителем в провинцию Хорасан и разместился в Герате, где в скором времени оказался перед лицом узбекского вторжения под предводительством Убейд Хана в 1532—1533. В ноябре 1533, после снятия осады Убейд Ханом, Бахрам и его телохранитель были смещены с должности и заменены Агзивар Ханом Шамлу и принцем Сам Мирзой. Следующие несколько лет Бахрам Мирза участвовал в кампаниях против османов, захвативших часть Ирана. Осенью 1534 участвовал в битвах в Азербайджане и в следующем году разбил османские войска, пытавшие восстановить контроль над иранской территорией. В 1536-37, после завершения кампании, Бахрам Мирза некоторое время служил правителем Лахиджана с Хасан Агой в качестве телохранителя, но не справился с местными проблемами. Впоследствии, в период с 1546 по 1549 правил Хамаданом с Султан Герампа Устаджлу в качестве телохранителя. В этот период произошло очередное османское вторжение при поддержке сефевидского принца Альгас Мирзы. Османы атаковали Хамадан и схватили жен и детей Бахрам Мирзы. Они были доставлены в Багдад и возвращены лишь после подавления восстания Альгас Мирзы. У Бахрама было трое сыновей: Султан Хусейн Мирза, ставший губернатором Кандахара; Ибрагим Мирза, губернатор Мешхеда; и Бади Заман Мирза, губернатор Систана. Султан Хусейн и Бади Заман были убиты по приказу Шаха Исмаила II в 1570—1571.
Вдобавок к своей политической и военной активности, Бахрам Мирза был превосходным каллиграфом, художником, поэтом и музыкантом. Также известен покровительством искусствам. Его вкус тесно переплетался со вкусом его брата Тахмаспа, поэтому некоторые художники и каллиграфы работали на обоих братьев.